# Tiên Cookie
Nguyễn Thủy Tiên (sinh ngày 26 tháng 2 năm 1994), thường được biết đến với nghệ danh Tiên Cookie, là một nữ nhạc sĩ, ca sĩ kiêm nhà sản xuất thu âm người Việt Nam. Cô từng giành được một giải Cống hiến trong sự nghiệp của mình.

## Tiểu sử
Tiên Cookie sinh ra vào ngày 26 tháng 2 năm 1994 tại thủ đô Hà Nội, Việt Nam. Sau một lần thu một bài hát tặng bạn, Tiên rất thích cảm giác trong phòng thu và đó là lý do đưa cô đến với âm nhạc. Ngoài ra, vốn sống cạnh ông bà từ nhỏ, Tiên được ông bà mở cho nghe nhiều thể loại nhạc, nên cô rất nhạy cảm với âm nhạc.  Tiên từng chia sẻ, trong suốt thời gian đi học cô cũng là một học sinh có năng khiếu ở môn văn. Sau này, cô quyết định tìm hiểu một chút kiến thức âm nhạc qua một khóa học guitar và một khóa học lý thuyết âm nhạc, Tiên viết ca khúc đầu tay mang tên Valentine chờ khi cô chỉ mới 14 tuổi. Tiên Cookie đã sáng tác, viết lời Việt cho rất nhiều ca khúc nước ngoài, cô được biết đến nhiều hơn khi sáng tác ca khúc Có khi nào rời xa do Bích Phương thể hiện.
Trước đó, Tiên Cookie đã có khoảng thời gian đi học Đại học, nhưng cô đã bỏ dở để tiếp tục cùng đam mê với âm nhạc. Tuy nhiên đến tận một năm sau, gia đình cô mới biết sự việc này, vì thế, Tiên Cookie từng có thời gian căng thẳng với gia đình và chìm vào bế tắc trên con đường theo đuổi ước mơ của mình.
Nghệ danh Tiên Cookie xuất phát bởi chính tên của cô là Tiên và sở thích của Tiên là ăn bánh quy. Bánh quy hình tròn, có nhiều mùi vị khác nhau, nên Tiên Cookie thấy giống bản thân mình. Bên cạnh nghệ danh Tiên Cookie, cô còn được người hâm mộ gán cho cái tên là "Phù thủy âm nhạc" bởi chính chất nhạc lôi cuốn trong các bài hát của mình.
Năm 2013, Tiên Cookie ra mắt single solo đầu tay mang tên Sau tất cả và nhanh chóng được công chúng đón nhận. Cô được mệnh danh là hit-maker và nhanh chóng trở thành một trong những cái tên được săn đón với hàng loạt bản hit đứng sau thành công của rất nhiều tên tuổi, nhất là ca sĩ Bích Phương
Tháng 10/2016  ,Tiên Cookie thành lập công ty 1989s Production chuyên sản xuất âm nhạc, phim ảnh, quảng cáo và quản lý ca sĩ.
Ngoài ra cô còn là 1 trong 5 Hit-maker của V-pop bao gồm: Khắc Hưng, Đỗ Hiếu, Mr. Siro, Only C, Tiên Cookie
Năm 2017, Tiên Cookie cùng Hương Tràm trở thành bộ đôi huấn luyện viên trong chương trình Giọng Hát Việt Nhí mùa thứ 5, cũng đánh dấu lần đầu tiên cô hợp tác với Hương Tràm.
Cũng trong giai đoạn này Tiên Cookie chuyển hướng từ những ca khúc nhạc tinh yêu buồn lãng mạn sang thử sức với các ca khúc dành cho thiếu nhi. Và các ca khúc này nhận được sự đón nhận từ phía truyền thông.
Tiên Cookie từng gây xôn xao dư luận với phát ngôn " Ca sĩ và người của công chúng chỉ nên yêu cái nghề của mình chứ đừng yêu công chúng". Với câu nói gây tranh cãi này của mình, Tiên Cookie đã vấp phải làn sóng "tẩy chay" lớn từ cộng đồng mạng. Tuy nhiên, Tiên Cooke đã lên tiếng giải thích và đính chính cho sự hiểu nhầm này và sau một thời gian những lùm xùm cũng đã  lắng xuống.
Năm 2023, Lần đầu tiên Tiên Cookie tham gia Show âm nhạc mang tên Biển của hi vọng với vai  trò giám đốc âm nhạc và là một trong những dàn cast chính. Sự tham gia này đã đánh dấu sự quay lại đầy mới lạ của Tiên Cookie sau một thời gian dài "im hơi lặng tiếng" .

## Các bài hát và sáng tác tiêu biểu
- Tâm sự với người lạ (Tiên Cookie)
- Có khi nào rời xa (Bích Phương)
- Valentine chờ (Tiên Cookie) (Noo Phước Thịnh)
- Nơi nào có em (Nukan Trần Tùng Anh) (Quốc Thiên)
- Mình yêu nhau đi (Bích Phương)
- Phía sau một cô gái (Soobin Hoàng Sơn)
- Bùa yêu (Bích Phương)
- Gửi anh xa nhớ (Bích Phương)
- Mượn rượu tỏ tình (Emily) (BigDaddy)
- Đi đu đưa đi (Bích Phương)
- Em bỏ hút thuốc chưa? (Bích Phương)
- Mình cùng nhau đóng băng (Thùy Chi)

| Năm                    | Ca khúc                            | Ca sĩ                                     | Sáng tác cùng                      |
| 2008                   | "Valentine chờ"                    | Tiên Cookie, Noo Phước Thịnh              | —                                  |
| 2011                   |                                    |                                           |                                    |
| "Có khi nào rời xa"    | Bích Phương,                       | —                                         |                                    |
| "Chia cách bình yên"   | Quốc Thiên                         | —                                         |                                    |
| "Anh không giữ"        | Tiên Cookie, BigDaddy, Bích Phương | BigDaddy                                  |                                    |
| "Vẫn"                  | Bích Phương                        | —                                         |                                    |
| "Thời gian sẽ trả lời" | Tiên Cookie, JustaTee, BigDaddy    | Justatee, BigDaddy                        |                                    |
| 2013                   | "Có lẽ em"                         | Bích Phương                               | —                                  |
| 2013                   | "Chỉ là em giấu đi"                | Bích Phương                               | —                                  |
| 2014                   | "Sau tất cả"                       | Tiên Cookie                               | —                                  |
| 2014                   | "Một chút quên anh thôi"           | Bảo Thy                                   | —                                  |
| 2014                   | "Để hôn anh lần cuối"              | Bảo Thy                                   | —                                  |
| 2014                   | "Xếp vào quá khứ"                  | Bảo Thy                                   | —                                  |
| 2014                   | "Đôi Lần Em Nghĩ"                  | Thái Trinh                                | —                                  |
| 2014                   | "Mùa xa nhau"                      | Emily                                     | —                                  |
| 2014                   | "Mình yêu nhau đi"                 | Bích Phương                               | —                                  |
| 2014                   | "Em làm gì tối nay"                | Khắc Việt                                 | —                                  |
| 2015                   | "Em muốn"                          | Bích Phương                               | —                                  |
| 2015                   | "Nơi nào có anh"                   | Bích Phương                               | —                                  |
| 2015                   | "Vâng anh đi đi'                   | Bích Phương                               | —                                  |
| 2015                   | "Ký ức ngủ quên"                   | Bích Phương                               | —                                  |
| 2015                   | "Khoảng lặng"                      | Bích Phương                               | —                                  |
| 2015                   | "Tâm sự với người lạ"              | Tiên Cookie                               | —                                  |
| 2015                   | "Mưa nhớ"                          | Hòa Minzy                                 | —                                  |
| 2016                   | "Chưa yêu vội"                     | Emily, Hạnh Sino                          | —                                  |
| 2016                   | "Những ngày cuối"                  | Tiên Cookie                               | —                                  |
| 2016                   | "Gửi anh xa nhớ"                   | Bích Phương                               | —                                  |
| 2016                   | "Chợt nhớ về anh"                  | Hồ Ngọc Hà                                | —                                  |
| 2016                   | "Phía sau một cô gái"              | Soobin                                    | —                                  |
| 2017                   | "Đi để trở về 1"                   | Soobin                                    | —                                  |
| 2017                   | "Câu chuyện làm quen"              | Quốc Thiên                                | —                                  |
| 2017                   | "Còn nơi đó chờ em"                | Đông Nhi                                  | —                                  |
| 2017                   | "Chiếc bụng đói"                   | Thanh Ngân                                | —                                  |
| 2017                   | "Đi rồi sẽ đến"                    | Erik                                      | —                                  |
| 2017                   | "Người em tìm kiếm"                | Min                                       | —                                  |
| 2018                   | "Đi để trở về 2"                   | Soobin                                    | —                                  |
| 2018                   | "Thế là tết"                       | Đức Phúc, Hòa Minzy                       | Phạm Thanh Hà                      |
| 2018                   | "Bùa yêu"                          | Bích Phương                               | Phạm Thanh Hà                      |
| 2018                   | "Mình cùng nhau đóng băng"         | Thùy Chi                                  | —                                  |
| 2018                   | "Drama queen"                      | Bích Phương                               | Phạm Thanh Hà                      |
| 2018                   | "Chị ngả em nâng"                  | Bích Phương                               | Phạm Thanh Hà                      |
| 2018                   | "Chú mèo"                          | Bích Phương                               | Phạm Thanh Hà                      |
| 2018                   | "Ngay ở đây ngay lúc này"          | Bích Phương                               | Phạm Thanh Hà                      |
| 2018                   | "Tiễn khách"                       | Bích Phương                               | Phạm Thanh Hà                      |
| 2018                   | "Thầy đừng lo nữa"                 | Trung Quân                                | Phạm Thanh Hà                      |
| 2018                   | "Sự im lặng dễ chịu"               | Lê Hiếu                                   | —                                  |
| 2019                   | "Đi để trở về 3"                   | Soobin                                    | Da Lab                             |
| 2019                   | "Mượn rượu tỏ tình"                | BigDaddy, Emily                           | BigDaddy                           |
| 2019                   | "Khi mình xinh thì mình làm gì"    | BigDaddy, Emily                           | —                                  |
| 2019                   | "Bước về phía mặt trời"            | Văn Mai Hương, Xương Nhi (the voice kids) | —                                  |
| 2019                   | "Người tình nhỏ bé"                | BigDaddy, Emily                           | BigDaddy                           |
| 2019                   | "Anh bỏ hút thuốc chưa"            | Tiên Cookie                               | —                                  |
| 2019                   | "Đi đu đưa đi"                     | Bích Phương                               | Phạm Thanh Hà, Phúc Du             |
| 2019                   | "Ơ sao bé không lắc"               | BigDaddy, Emily                           | BigDaddy                           |
| 2020                   | "em bỏ hút thuốc chưa"             | Bích Phương, traitimtrongvang             | —                                  |
| 2020                   | "Khui hè hết nấc"                  | Bích Phương, BigDaddy                     | Phạm Thanh Hà                      |
| 2020                   | "Một cú lừa"                       | Bích Phương                               | —                                  |
| 2020                   | "Từ chối nhẹ nhàng thôi"           | Bích Phương, Phúc Du                      | Phúc Du, Phạm Thanh Hà             |
| 2020                   | "Kén cá chọn anh"                  | Bích Phương                               | Phạm Thanh Hà                      |
| 2020                   | "Đi để trở về 5"                   | Hương Tràm                                | —                                  |
| 2021                   | "Thưởng thức nỗi buồn"             | Tiên Cookie                               | —                                  |
| 2021                   | "Hâm nóng"                         | Emily                                     | Phạm Thanh Hà, BigDaddy, Bình Gold |
| 2021                   | "Em là điểm yếu của anh"           | traitimtrongvang (Phạm Thanh Hà)          | —                                  |
| 2021                   | "Đố anh đoán được"                 | Bích Phương                               | Phạm Thanh Hà, Phúc Du             |
| 2021                   | "Đừng gọi anh dậy"                 | Phúc Du                                   | Phúc Du, Phạm Thanh Hà             |
| 2021                   | "Nằm ngủ emru"                     | Bích Phương                               | Phạm Thanh Hà                      |
| 2021                   | "Chiếc hộp"                        | Bích Phương                               | Phạm Thanh Hà                      |
| 2023                   | "Khóc ở trong club"                | Hiền Hồ                                   | —                                  |
| 2023                   | "Trái tim tan vỡ cũng không sao"   | Lâm Bảo Ngọc                              | —                                  |

## Giải thưởng
- Top 10 nhạc sĩ được yêu thích của Làn sóng xanh năm 2012
- Top 10 nhạc sĩ được yêu thích của Làn sóng xanh năm 2014
- Top 10 nhạc sĩ được yêu thích của Làn sóng xanh năm 2016
- Nhà sản xuất của năm tại Giải Cống hiến năm 2019